# الكويت في بطولة العالم للألعاب المائية 2022
شاركت الكويت في بطولة العالم للألعاب المائية 2022 التي أُقيمت في بودابست، المجر خلال الفترة من 17 يونيو إلى 3 يوليو 2022.

## الغطس
دخلت الكويت بأربعة غطاسين. تم استبدال سليمان الصبي في منافسات منصة القفز 1 متر للرجال بـ حسن قلي.
الرجال
| الرياضي                | المسابقة                    | التصفيات | التصفيات | نصف النهائي | نصف النهائي | النهائي  | النهائي  |
| الرياضي                | المسابقة                    | النقاط   | الترتيب  | النقاط      | الترتيب     | النقاط   | الترتيب  |
| ---------------------- | --------------------------- | -------- | -------- | ----------- | ----------- | -------- | -------- |
| عبدالرحمن عباس         | منصة القفز 1 متر            | 254.50   | 42       | —           | —           | لم يتأهل | لم يتأهل |
| عبدالرحمن عباس         | منصة القفز 3 متر            | 269.05   | 48       | لم يتأهل    | لم يتأهل    | لم يتأهل | لم يتأهل |
| حسن قلي                | منصة القفز 1 متر            | 249.05   | 44       | —           | —           | لم يتأهل | لم يتأهل |
| أحمد قلي               | منصة القفز 10 أمتار         | 276.70   | 38       | لم يتأهل    | لم يتأهل    | لم يتأهل | لم يتأهل |
| عبدالرحمن عباس حسن قلي | منصة القفز المتزامن 3 أمتار | 287.10   | 16       | —           | —           | لم يتأهل | لم يتأهل |

## السباحة
شاركت الكويت بثلاثة سباحين.
الرجال
| الرياضي        | المسابقة     | التصفيات | التصفيات | نصف النهائي | نصف النهائي | النهائي  | النهائي  |
| الرياضي        | المسابقة     | الزمن    | الترتيب  | الزمن       | الترتيب     | الزمن    | الترتيب  |
| -------------- | ------------ | -------- | -------- | ----------- | ----------- | -------- | -------- |
| وليد عبدالرزاق | 100 متر حرة  | 50.67    | 54       | لم يتأهل    | لم يتأهل    | لم يتأهل | لم يتأهل |
| وليد عبدالرزاق | 50 متر فراشة | 24.32    | 42       | لم يتأهل    | لم يتأهل    | لم يتأهل | لم يتأهل |
| راشد الترموم   | 50 متر صدر   | 29.70    | 45       | لم يتأهل    | لم يتأهل    | لم يتأهل | لم يتأهل |
| راشد الترموم   | 100 متر صدر  | 1:04.19  | 46       | لم يتأهل    | لم يتأهل    | لم يتأهل | لم يتأهل |

النساء
| الرياضي   | المسابقة    | التصفيات | التصفيات | نصف النهائي | نصف النهائي | النهائي  | النهائي  |
| الرياضي   | المسابقة    | الزمن    | الترتيب  | الزمن       | الترتيب     | الزمن    | الترتيب  |
| --------- | ----------- | -------- | -------- | ----------- | ----------- | -------- | -------- |
| لارا دشتي | 50 متر صدر  | 37.77    | =50      | لم تتأهل    | لم تتأهل    | لم تتأهل | لم تتأهل |
| لارا دشتي | 100 متر صدر | 1:21.00  | 50       | لم تتأهل    | لم تتأهل    | لم تتأهل | لم تتأهل |